# Воронцов, Виктор Евграфович
Виктор Евграфович Воронцов (1842—1900) — заслуженный профессор Императорской Военно-медицинской академии.
Из дворян. Родился 20 марта (1 апреля) 1842 года. По окончании гимназии, два года он слушал лекции на естественном отделении Московского университета, откуда перешёл на ветеринарное отделение Медико-хирургической академии. По окончании курса в 1869 году был оставлен при академии «для дальнейшего усовершенствования». В 1872 году защитил диссертацию, получив степень магистра ветеринарных наук, и уже в 1873 году был назначен адъюнкт-профессором по кафедре хирургической зоопатологии, и в этом статусе был командирован за границу с научною целью. 
В 1876 году — экстраординарный профессор Медико-хирургической академии. После переформирования академии и упразднения в ней ветеринарного отделения Воронцов некоторое время оставался за штатом, но в 1884 году был назначен адъюнкт-профессором академии по кафедре эпизоотологии с ветеринарной полицией. В 1890 году стал экстраординарным, а затем ординарным и заслуженным профессором Военно-медицинской академии. 
В 1885 году В. Е. Воронцов был избран председателем общества ветеринарных врачей в Санкт-Петербурге, а с 1898 года исполнял обязанности председателя ветеринарного комитета при Министерстве внутренних дел.
С 30 августа 1892 года состоял в чине действительного статского советника. Был награждён орденами Св. Станислава 2-й ст. (1881), Св. Анны 2-й ст. (1885), Св. Владимира 4-й ст. (1889).
Под руководством Воронцова было произведено много работ научными комиссиями по сапу, туберкулезу и чуме рогатого скота, организовались мероприятия по борьбе с эпизоотиями. 
Умер в 7 (20) июня 1900 года в Санкт-Петербурге. Похоронен в Москве, на кладбище Донского монастыря.

## Публикации
Из многочисленных научных трудов наиболее значительные:
- К дифференциальной диагностике бешенства
- К вопросу о дифтерите у животных
- О повальной роже свиней
- О соотношении между инфлюэнцею людей и тою же болезнью лошадей
- Материалы для диагностики туберкулеза у животных
- Сибирская язва у свиней
- Туберкулез у различных животных.